# Samir Ramizi
Samir Ramizi (* 24. Juli 1991 in Bujanovac) ist ein serbischer Fußballspieler. Seit Februar 2024 spielt der Mittelfeldspieler wieder bei Neuchâtel Xamax FCS, nachdem er zuvor während vier Jahre beim FC Winterthur in Einsatz war.

## Karriere
Ramizi kommt ursprünglich aus der Kleinstadt Tërrnovci in der Opština Bujanovac. Die Stadt selbst wird hauptsächlich von Albanern bewohnt, wobei auch Ramizi selbst albanischen Ursprungs ist. In seiner Heimatstadt begann er auch Fußball zu spielen.
Später wechselte er nach Gjilan zum KF Drita, wo er zunächst ein Jahr blieb. Mit 18 ging er dann weiter zum KF Drenica, für den er während eines Jahres spielte, bevor er im Sommer 2011 wieder zurück zum KF Drita wechselte, für den er noch bis zur Winterpause auflief.
Eine halbe Saison nach seiner Rückkehr zu Drita wurde er nach einem Einsatz während eines TV-Spiels durch einen Spielevermittler für eine Probewoche in der Schweiz angefragt und in der Folge vom Challenge-League-Verein Stade Nyonnais verpflichtet. In Nyon spielte er bis zum Sommer zehn Spiele und erzielte dabei zwei Tore und wurde danach vom Super-League-Verein Servette Genf verpflichtet. In der Super League kam er für Genf jedoch nur auf vier Einsätze und danach ab Februar 2013 die restliche Zeit zweimal an den Promotion-League-Verein Étoile Carouge ausgeliehen, wo er zu mehr Spielpraxis kam.
Durch seine Einsätze in Carouge erregte er die Aufmerksamkeit des dortigen Trainers Martin Rueda, wodurch es im Januar 2014 zum Transfer in die Deutschschweiz zum Challenge-League-Verein FC Wohlen kam. Dort spielte er während zweieinhalb Saisons regelmäßig und absolvierte insgesamt 68 Spiele und schoss dabei 14 Tore.
Im Sommer 2016 wechselte er innerhalb der Liga zurück in die Romandie zu Neuchâtel Xamax FCS. Mit den Neuenburgern stieg Ramizi zwei Jahre später in die Super League, der höchsten Schweizer Liga, auf. Während allen Saisons in Neuenburg war Ramizi Stammspieler.
Als der Verein 2020 den Wiederabstieg in Kauf nehmen musste, wechselte Ramizi über den Röstigraben zurück in die Deutschschweiz, dieses Mal zum FC Winterthur. Mit Winterthur stieg er am Ende der Saison 2021/22 ein zweites Mal in die höchste Schweizer Liga auf. Dabei wurde er in der Einzelkritik des Landboten für die Hinrunde zusammen mit Stürmer Roman Buess am besten bewertet. Ramizi trug als offensiver Mittelfeldspieler während 34 Spielen zehn Tore zum Aufstieg bei. In der Super League erzielte er das erste Winterthurer Tor in der höchsten Spielklasse seit 37 Jahren und gehörte während der ersten Super League-Saison zu den Leistungsträger der Mannschaft. Nach einem Trainerwechsel im Sommer 2023 spielte der neue Trainer Patrick Rahmen mit einem Spielsystem, dass ohne die klassische Nummer 8 auskam. Dieses behagte jedoch Ramizi weniger, der sich in den vergangenen Jahren vom Flügelspieler zum zentralen Mittelfeldspieler entwickelte. Aufgrund dessen und auch dank einer Knöchelverletzung, die er sich im Frühling zuzog und auch in die neue Saison mitschleppte, kam er dann nicht mehr regelmäßig zum Einsatz. Im Februar 2024 hat Ramizi den Vertrag mit dem FC Winterthur dann auf eigenen Wunsch vorzeitig aufgelöst und wechselte zurück zu Neuchâtel Xamax FCS in die Challenge League.